# Archichauliodes isolatus
Archichauliodes isolatus är en insektsart som beskrevs av Günther Theischinger 1983. Archichauliodes isolatus ingår i släktet Archichauliodes och familjen Corydalidae. Inga underarter finns listade i Catalogue of Life.